# Sydney Grundy

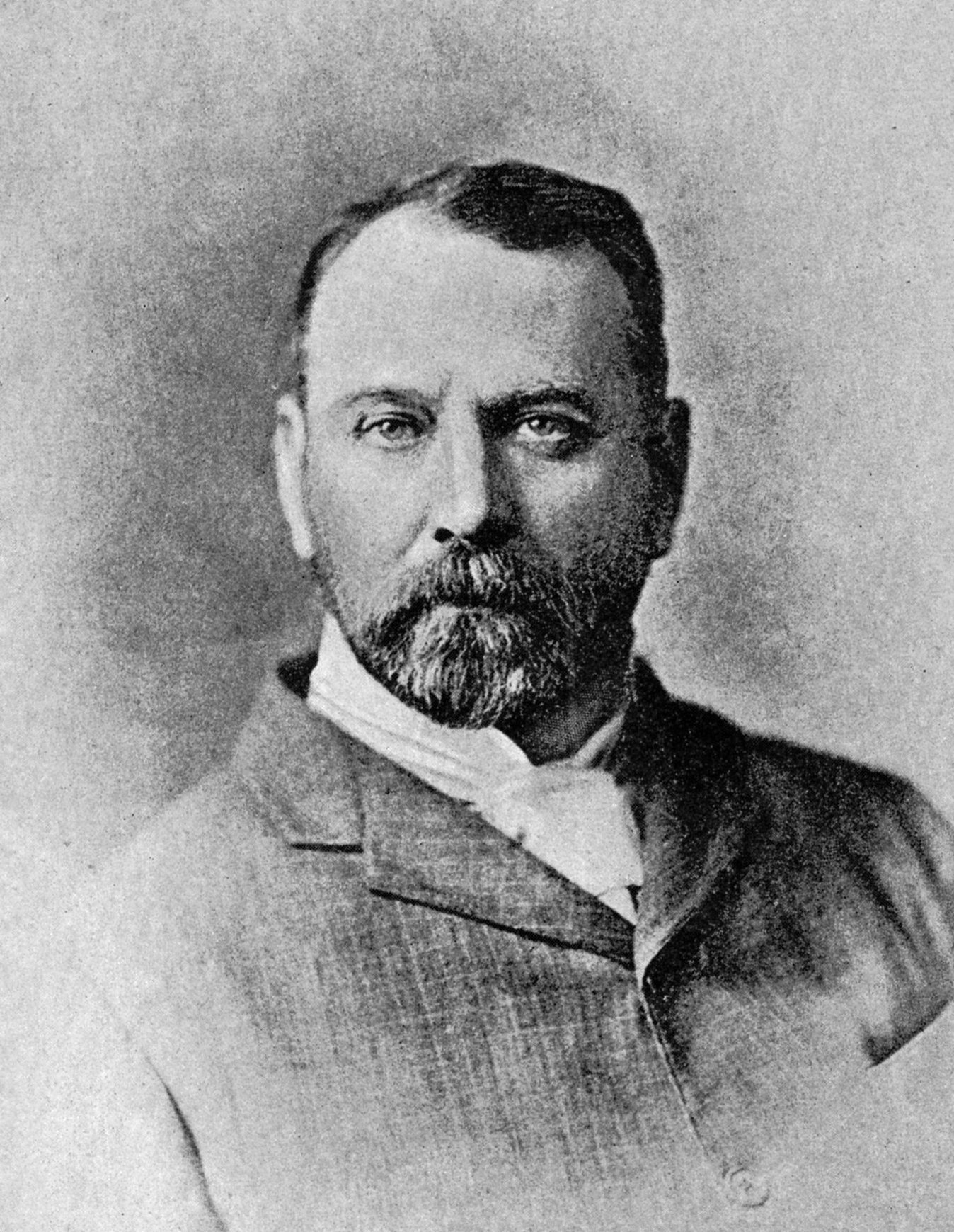
Sydney Grundy 1894.

Sydney Grundy, född den 23 mars 1848 i Manchester, död den 4 juli 1914 i London, var en engelsk dramatiker.
Grundy, som verkade som advokat i sin hemstad till 1876, bearbetade framför allt franska teaterstycken med stor skicklighet, men utvecklade även en omfattande självständig författarverksamhet. Som dess bästa resultat anses Sowing the Wind (1893), som behandlar de så kallade oäkta barnens rätt, The new Woman (1894), The Greatest of These (1895), A Marriage of Convenience (1897) och A Debt of Honour (1900).